# メドウェイ川襲撃
メドウェイ川襲撃（メドウェイがわしゅうげき、Raid on the Medway）は、第二次英蘭戦争中に起こった戦闘で、ネーデルラント連邦共和国（オランダ）がイングランド王国に対して急襲を仕掛けたものである。イングランドは財政難で艦隊を停泊させており、すぐに応戦できなかったのに対し、軍勢で上回るオランダは火船を使ってイングランド艦を焼打ちにし、2隻を拿捕した。このため財政難であったイングランドは更に大きな損失を受け、この襲撃から程無くしてブレダの和約が結ばれ第二次英蘭戦争は終結した。

## 歴史的背景

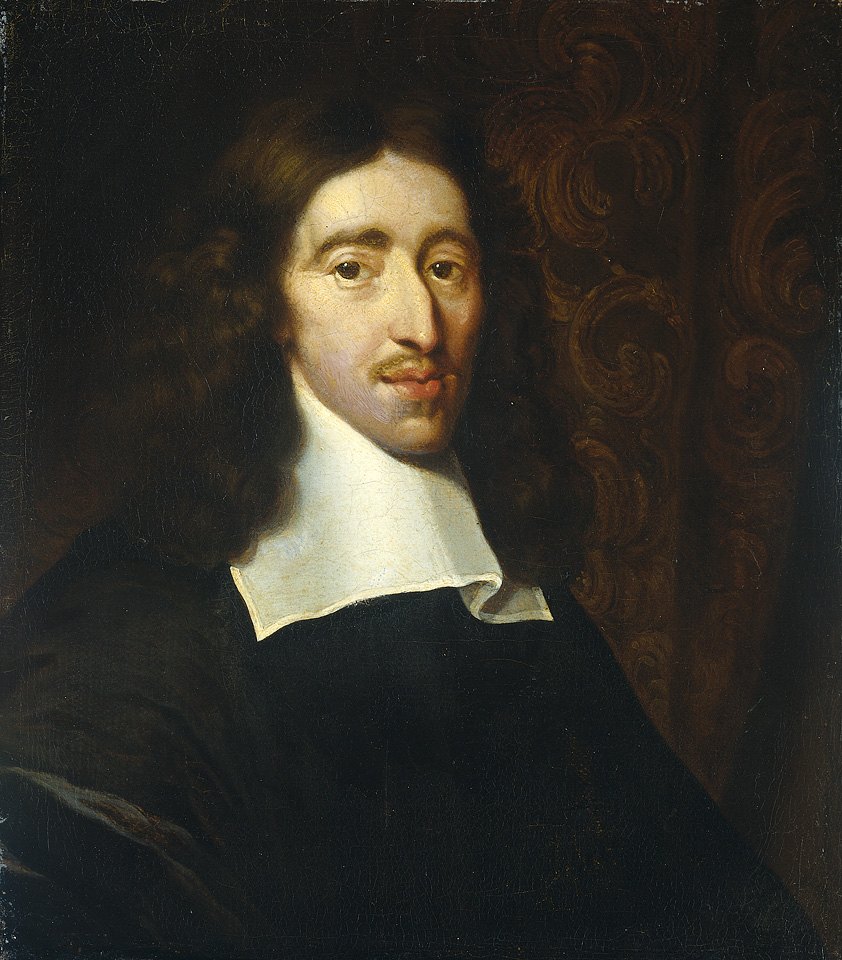
ヨハン・デ・ウィット

1666年の夏の終わり、イングランドは聖ジェイムズ日の海戦と、オランダの通商に壊滅的な被害を与えたホームズの焚火の連勝で英仏海峡の制海権を握ったが、それも長くは続かなかった。1665年の腺ペストの大流行とロンドン大火に伴う財政難のため、艦隊は東岸のメドウェイ川に停泊した状態だった。
1667年、イングランド王チャールズ2世は第二次英蘭戦争の終結を推し進めようとオランダとの交渉を開始したものの、条件をよくするためフランスからの援助を取り付けたがっており、和平条約に署名するのを遅らせていた上、まだ交渉が成立しないというのに艦隊の武装を解いてしまった。財政難ということもあったが、母ヘンリエッタ・マリアが軍備は不要と主張したからである。しかしオランダの実権を握っているホラント州法律顧問のヨハン・デ・ウィットは、平和が訪れると政敵のオラニエ公ウィレム3世を利することになるため、これをよしとしなかった。

## 襲撃
1667年、ウィレム・ヨゼフ・ファン・ゲントの戦隊がスコットランドに攻め入ったがイングランドは無抵抗だった。これを好機と見たオランダは、まずヨハン・デ・ウィットが作戦を立て、この作戦の監督役に兄のコルネリスを任命し、6月4日（グレゴリオ暦では19日から24日） にミヒール・デ・ロイテルの艦隊がスヘルデ川河口のスクーネヴェルト泊地を出てテムズ川河口へ進み、2日後の6日に増強部隊が加わり、軍艦64隻や火船15、将兵17,416の大艦隊となった。チャールズ2世にも諜報員からの警告があったが、国王は防御を強化するための努力をしなかった。
それでも8日、チャールズ2世はオックスフォード伯オーブリー・ド・ヴィアー（en）に命令して民兵を動員させ、テムズ川に船で橋を架けるようにさせた。メドウェイ川の防御も貧弱で、9日早朝、ゲントの戦隊がメドウェイ川のシェアネスの砦を砲撃したため、アルベマール公ジョージ・マンクはチャタムに向かって 砲台を築き、ジリンガムの近くのメドウェイ川に閉塞船を沈めて、その上流に防鎖を渡した。ここでは30隻のピンネースが火船を防ぐために待機していた が、停泊艦はほとんどが大砲を外していたため、戦闘に使えなかった。12日、オランダ艦隊はメドウェイ川に到着した。オランダの攻撃は9日に始まっていたのだが、テムズ川を上がるのに時間がかかっていた。

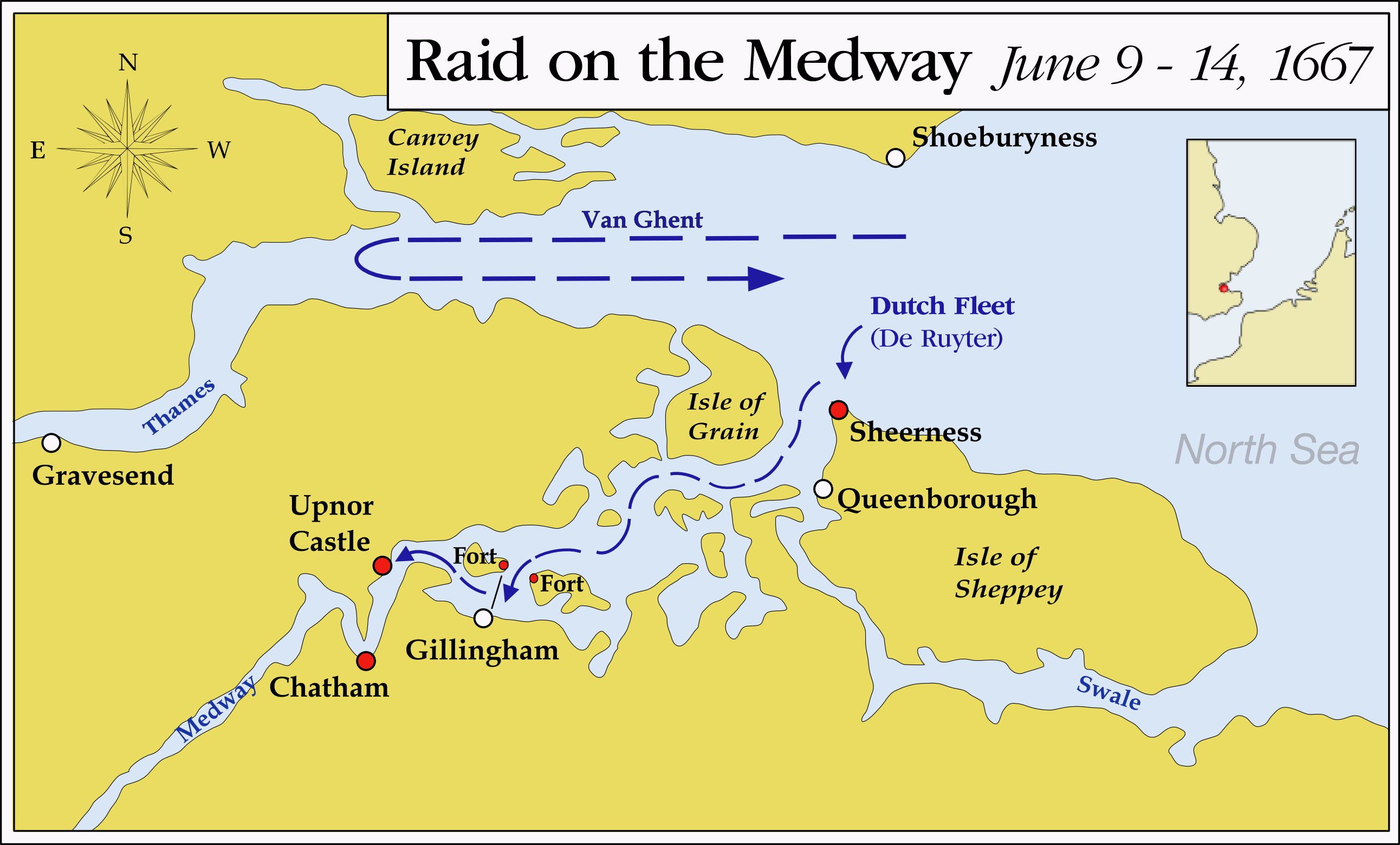
襲撃の際のオランダ軍の進路を示す地図

オランダ艦隊は閉塞船をどけて航路を作り、ジリンガムに張られていた鎖を破壊し、火船で 戦列艦を焼き払い、ジリンガムからアプノア城を攻撃し、火船のうち1隻はイングランドの警備艦マティアスを破壊した。オランダ軍はロイヤル・チャールズを拿捕して、母国まで後ろ向きに曳かせた。このロイヤル・チャールズの艦尾の装飾が、アムステルダム海事博物館に展示されている。またゲントはユナイティを拿捕して自らの旗艦とした。

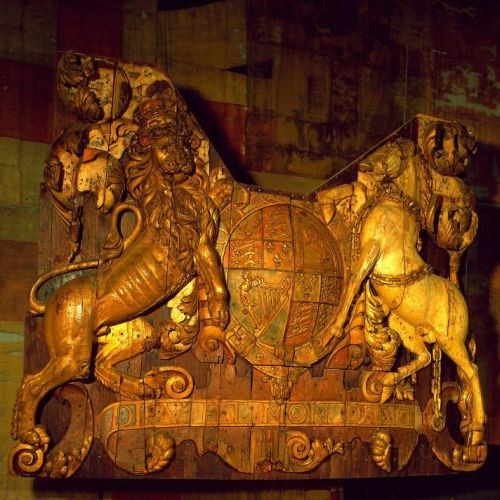
オランダに拿捕されたロイヤルチャールズの艦尾の飾り

14日に火船はあらかた消え去り、ロイテルはメドウェイ川から撤退してテムズ川の河口へ向かった。オランダ艦隊の数は84隻に増えて、テムズ川河口に陣取り、ロイテルとゲントで役割を分担してイングランドの迎撃と哨戒に当たったため、テムズ川の交通が閉ざされ、ロンドンの石炭価格が高騰、1トンの値段が15シリングから140シリングに跳ね上がった。
メドウェイ川撤退後もオランダ海軍は攻撃を図り、7月2日にロイテルは自分の艦隊を二分して、一つをルテナント・アドミラルのヤン・ヤンセ・ファン・ネスの艦隊とし、自らはポーツマスなどを攻撃したが効果はなかった。一方のネスは7月13日から作戦に出たものの、その後イングランドが反撃態勢に出ると、テムズ川河口を去って行った。オランダ艦隊は北海に出た後も、沿岸のいくつかの村や港を襲撃したが、大した効果は得られなかった。

## 和約と第三次英蘭戦争

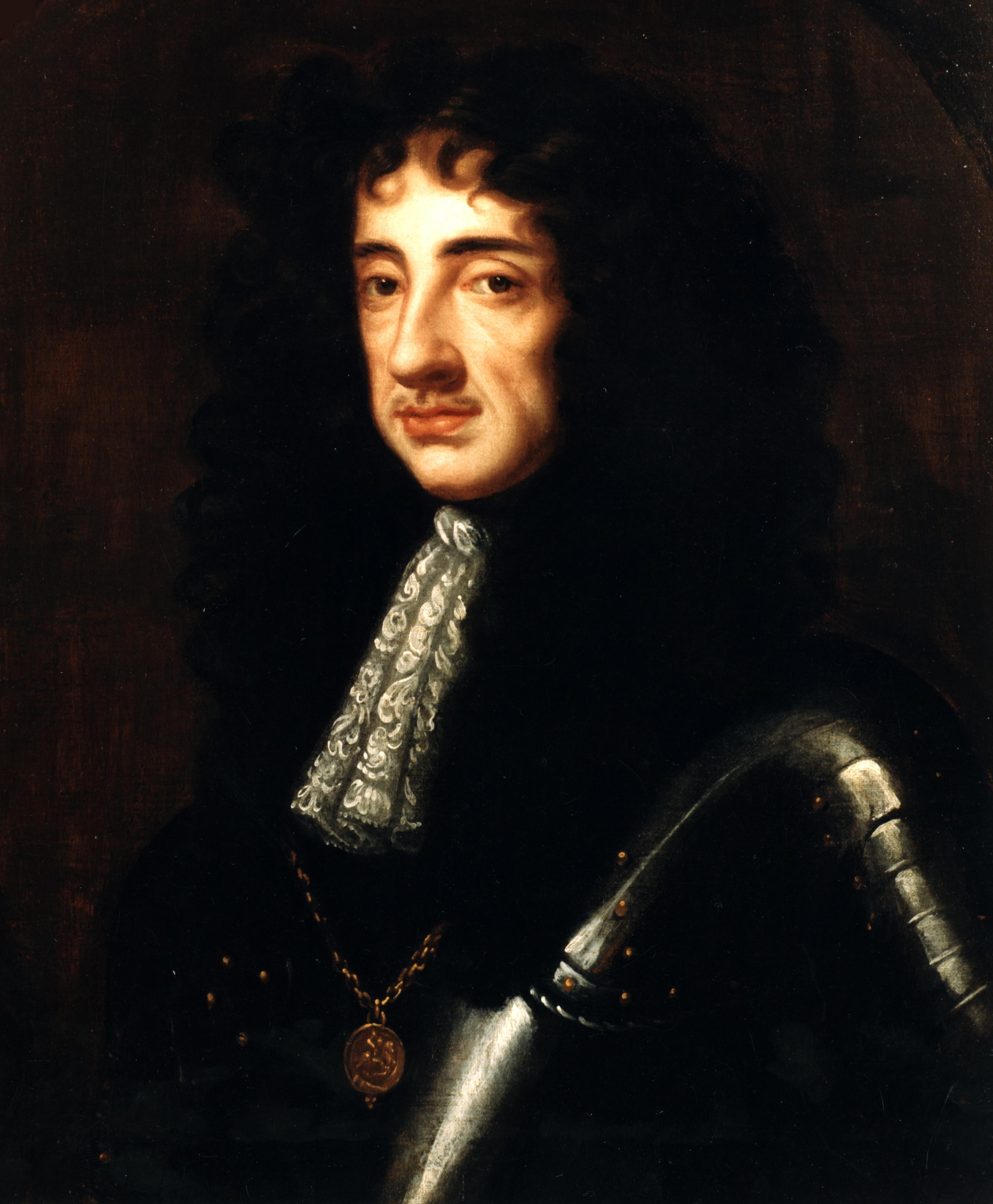
チャールズ2世

この襲撃でイングランドの損失額は約20万ポンドにも上った。チャールズ2世は和平交渉をより深刻に受け止めざるを得なくなり、それから数週間のうちにブレダの和約により戦争は終わった。この和約でセントクリストファー島とモンサラットがイングランドに、アカディアがフランスに返還された。またオランダはスリナムを、イングランドにはニューヨークとニュージャージーを支配下に置いた。オランダの勝利により、航海条例はオランダ向けに緩和され、ドイツの商品がオランダ船でイングランドに輸入されるようになり、戦争中に奪取された多くの植民地が元の宗主国に戻された。しかしその後、スウェーデン、オランダと共に対仏三国同盟を締結したイングランドに対し、フランス王ルイ14世が経済援助と引き換えにオランダとの戦争を促した。これが後にドーヴァーの密約へと発展し、これを不服としたオランダの軍事拡張が第三次英蘭戦争の引き金となった。